# Vozera Rasona
Vozera Rasona (vitryska: Возера Расона) är en sjö i Belarus.   Den ligger i voblasten Vitsebsks voblast, i den norra delen av landet, 230 km norr om huvudstaden Minsk. Vozera Rasona ligger 137 meter över havet. Arean är 2,3 kvadratkilometer. Den sträcker sig 1,9 kilometer i nord-sydlig riktning, och 2,0 kilometer i öst-västlig riktning.
Följande samhällen ligger vid Vozera Rasona:
- Rasony (5 400 invånare)

I omgivningarna runt Vozera Rasona växer i huvudsak blandskog. Runt Vozera Rasona är det mycket glesbefolkat, med 7 invånare per kvadratkilometer.